# 23852 Лорірумкер
23852 Лорірумкер (23852 Laurierumker) — астероїд головного поясу, відкритий 14 вересня 1998 року.
Тіссеранів параметр щодо Юпітера — 3,292.